# Ковалёвское сельское поселение (Краснодарский край)
Ковалёвское сельское поселение — муниципальное образование в составе Новокубанского района Краснодарского края России.
В рамках административно-территориального устройства Краснодарского края ему соответствует Ковалевский сельский округ.
Административный центр — село Ковалёвское.

## Население
| 2002    | 2010    | 2012    | 2013    | 2014    | 2015    | 2016    |
| ------- | ------- | ------- | ------- | ------- | ------- | ------- |
| 9696    | ↗10 168 | ↗10 195 | ↘10 184 | ↗10 206 | ↗10 284 | ↘10 256 |
| 2017    | 2018    | 2019    | 2020    | 2021    | 2023    |         |
| ↗10 260 | ↘10 142 | ↘10 123 | ↗10 172 | ↘9751   | ↘9606   |         |

## Населённые пункты
В состав сельского поселения (сельского округа) входят 10 населённых пунктов:
| №  | Населённый пункт | Тип населённого пункта | Население (чел.) |
| -- | ---------------- | ---------------------- | ---------------- |
| 1  | Борвинок         | хутор                  | ↘108             |
| 2  | Восход           | посёлок                | ↗2860            |
| 3  | Ковалёвское      | село                   | ↗3291            |
| 4  | Комсомольский    | посёлок                | ↗363             |
| 5  | Коцебу           | посёлок ж.д. платформы | ↘34              |
| 6  | Красная Звезда   | хутор                  | ↘179             |
| 7  | Лесхоз           | посёлок                | →0               |
| 8  | Мирской          | посёлок                | ↘235             |
| 9  | Прогресс         | посёлок                | ↗2503            |
| 10 | Северокавказский | хутор                  | ↗595             |

## Известные уроженцы
- Коробчак, Николай Иванович (1918—1981) — генерал-майор авиации, заслуженный военный лётчик СССР. Родился в селе Ковалёвском. Горбатко Виктор Васильевич, генерал-майор, лётчик-космонавт СССР, дважды Герой Советского Союза.